# Sephilus
Sephilus là một chi bọ cánh cứng trong họ 
Elateridae.
Chi này được miêu tả khoa học năm 1878 bởi Candèze.

## Các loài
Các loài trong chi này gồm:
- Sephilus formosanus Schwarz, 1902
- Sephilus frontalis Candèze, 1878
- Sephilus minor Schwarz, 1901
- Sephilus okinawensis Kishii, 1992
- Sephilus shibatai Kishii, 1999
- Sephilus tanakai Kishii, 1992